# Bromus mango
Bromus mango är en gräsart som beskrevs av Étienne-Émile Desvaux. Bromus mango ingår i släktet lostor, och familjen gräs. Inga underarter finns listade i Catalogue of Life.